# Propriété sociale
 (octobre 2007).
Si vous disposez d'ouvrages ou d'articles de référence ou si vous connaissez des sites web de qualité traitant du thème abordé ici, merci de compléter l'article en donnant les références utiles à sa vérifiabilité et en les liant à la section « Notes et références ».
 (décembre 2013).
 (janvier 2014).
- Si vous ne connaissez pas le sujet, laissez ce bandeau (vous pouvez alors contacter les auteurs).
- Si vous supprimez le contenu mis en cause (vous pouvez préalablement contacter les auteurs),

argumentez précisément cette suppression dans la page de discussion
(un manque de référence n'est pas un argument ; une recherche réelle de référence doit avoir été effectuée, être formellement documentée).
La propriété sociale se juxtapose à la propriété privée.  Alors que cette dernière est généralement destinée à garantir la sécurité d’un individu, la propriété sociale, qui appartient à l’ensemble d’une communauté  plutôt qu’à un particulier, a pour fonction d’assurer la sécurité de tous ses membres.
Elle repose sur la capacité d’une collectivité (par exemple un État) à se  doter de lois, à taxer les individus ou à les obliger à se doter de certaines assurances dans le but de donner aux individus des droits (donc des propriétés) qui vont les protéger contre les risques de la vie : droit à l'emploi, accès aux soins de santé, sécurité matérielle, etc.

## Origine du terme

### Recherche d'une troisième voie entre propriété privée et propriété collective
Robert Castel note que le terme apparaît vers la fin du XIXe siècle. Les penseurs qui mettent en avant ce terme cherchent une troisième voie entre laisser-faire et collectivisme. Les « républicains de progrès » jouent là la possibilité de fonder la République en occupant une position équidistante entre individualisme et socialisme. Le but est du sortir du statu quo imposé par la défense privée pour améliorer le sort des travailleurs tout en écartant le spectre de la révolution collectiviste. C'est l'idée directrice des travaux d'Alfred Fouillée, d’Émile de Laveleye ou de Léon Duguit. Alfred Fouillée, dans son livre La Propriété sociale et la démocratie (1884), participe à la thématique de la propriété sociale qui fait l'objet d'un débat de fond à partir des années 1880 :
« L'État peut sans violer la justice et au nom de la justice même exiger des travailleurs un minimum de prévoyances et de garanties pour l’avenir car ces garanties du capital humain qui sont comme un minimum de propriétés essentielles à tout citoyen vraiment libre et égal aux autres sont de plus en plus nécessaires pour éviter la formation d’une classe de prolétaires fatalement voués soit à la servitude soit à la rébellion. »
La propriété sociale peut être inscrite dans la tradition de la pensée de Rousseau qui voulait restreindre la propriété privée et maximiser la propriété de l'État, sans pour autant détruire la « propriété particulière ».

### Propriété: nœud de la question sociale
« La propriété est ce qui fonde l'existence sociale parce qu'elle encastre et territorialise. C'est le remède, et sans doute pour l'époque le seul remède contre le mal social suprême, la désaffiliation ». Les travailleurs qui ne bénéficient pas des protections attachées à la propriété sont vulnérables voire misérables. Le cœur de la question sociale est ce manque de propriété. Cette opposition entre travail et propriété, bien que non abolie, va être dépassée par un nouveau statut au travail auquel lui sont attachées les protections traditionnellement assurées par la propriété. Ces droits attachés au travail qui permettent d'assurer la protection du salarié face aux aléas de la vie constituent la propriété sociale. « La sécurité sociale procède d'une sorte de transfert de propriété par la médiation du travail et sous l'égide de l'État. »
Les prestations de l'assurance obligatoire font fonction de patrimoine privée mais ont une origine et des règles de fonctionnement qui sont sociales. L'assurance n'est pas la seule forme de propriété sociale. Le logement social en est une aussi en permettant également aux individus de s'affranchir de la vulnérabilité sociale.

## Système de protection: vers l'émergence de la propriété sociale

### Droit au secours pour les indigents: «assistance»
De la fin du XIXe siècle jusqu’en 1930 se met en place ce qui va constituer progressivement le noyau des premières formes de l'État-providence : le système de protection.
En effet, on assiste, durant cette période, au développement de plus en plus croissant des premières mesures d’assurances sociales, comme la loi de 1898 sur les accidents du travail en France. Il faut cependant souligner la très lente promotion de ces dispositifs (à cause de nombreuses discussions parlementaires) par rapport à d’autres pays européens, notamment l’Allemagne, qui bénéficiait déjà d’un système d’assurances couvrant la majorité des travailleurs contre les risques sociaux. 
D'autres lois vont ensuite assurer un droit au soin pour les malades indigents, un droit au secours pour les vieillards indigents et invalides puis pour les familles nombreuses et nécessiteuses en 1913.
Ces mesures posent le problème de ce clivage persistant entre les « capables » et les « incapables » de travailler, aussi dénommé sous le terme d'« handicapologie ». Le problème se pose donc entre ceux qui relèvent du secours et les autres, ils sont ainsi différenciés par leur accès ou non au travail, dans leur capacité ou incapacité à travailler.
Ce problème se résout sous la forme d’une dette solidariste, c’est-à-dire par une condition de survie à des indigents ne pouvant pas ou plus travailler. Il faut donc substituer à l’arbitraire de l’aumône la certitude d’un droit : on entre alors dans un cadre purement juridique / dans un cadre de loi : c’est donc une véritable prise en charge de ceux qui relèvent de l’incapacité à travailler ou « d’handicapologie ».
On parlera ainsi d’assistance à partir du moment où il y a cette impossibilité physique pour un individu de pourvoir à ses besoins.
On retrouve les grands principes de la solidarité Républicaine, par cette prise en charge, grâce à une politique de secours pour les indigents. Les catégories hors travail, se trouvant par conséquent exclus d’une participation à la vie sociale se trouveront intégrés par ce droit au secours.
L’assistance ne couvre donc que la population qui se trouve dans la misère ou la pauvreté, donc ressentant un réel besoin d’aide, qui sera alors assuré par l’État. L’État intervient pour prendre en charge par des mesures, des catégories de population bien délimitées, celle se retrouvant dans ces conditions de vie particulières.
Pour Edmond Valley, un penseur libéral : « l’intervention de l’État est légitime en principe toutes les fois qu’il s’agit de la protection des incapables ».
La prise en charge de ces « incapables », de cette catégorie de population touchée par l'« handicapologie » n’est pas réellement innovante dans son principe. Depuis de longues années cette prise en charge fut assurée par la domiciliation, donc par une certaine forme de protection. Castel distingue deux ordres de protection : ce qu’on entend aujourd’hui par « protection sociale » et un autre type, la « protection rapprochée », dont la protection sociale s’est progressivement détachée.
Cette protection rapprochée est une protection de proximité : lignage, voisinage, communauté, réseaux primaires de solidarité : parents, voisins, maître, qui réalisent une prise en charge au prix de la dépendance. Georges Duby, par exemple, montre la générosité nécessaire dans les communautés rurales du Moyen Âge. Cela montre qu’il peut y avoir protection sans politique sociale, sans État, sans institutions spécialisées.
Des limites à ce droit, à cette politique de secours assurée par l’État pour les indigents sont relativement visibles. En effet, l’accès à ce droit pour ces personnes apparaît être très restreint voire contraignant : l’indigent sera soumis à un contrôle administratif et devra fournir des preuves de son handicapologie : « l’indigent devra apporter la preuve qu’il est démuni de ressources c’est-à-dire d’exhiber les signes de son malheur ». (Castel) Le droit au secours se définit donc comme la protection des indigents, une dette inviolable et sacrée de la Nation, qui ne concerne que ceux qui ne peuvent pas travailler (infirmité, âge, etc.). C’est le social assistanciel.

### Redéfinition de la propriété:  cheval de Troie de la mutuelle
L’œuvre sociale de la Troisième République permet donc le développement d’un droit au secours. Cela entérine la coupure « capables », « incapables » de travailler et cela ne touche qu’une population limitée mais pas la misère travailleuse.
De ce fait, le social assistanciel ne règle pas la question de la misère travailleuse (journaliers, manœuvriers, etc.) sans protection. La situation s’aggrave avec la Révolution industrielle. Le paupérisme s’étend. On constate un racisme anti-ouvrier de la part de la bourgeoisie, fondé sur la valorisation de l’individu liberté, responsabilité, mais avec une conception restrictive de l’individu car pour être libre et responsable il faut être propriétaire, ce qui exclut travailleurs et indigènes.
Le terme de « question sociale » apparaît dans les années 1830, dans les milieux du catholicisme social. Les prolétaires sont au cœur de la modernité et en état d’insécurité sociale. La réponse sera l’invention d’une forme de protection sociale. La véritable question sociale n’est donc pas centrée sur ces catégories d’incapables mais se révèle autour de la question de l’insécurité ouvrière, plus particulièrement de problème du statut de la majorité des ouvriers confrontée alors au paupérisme, à l’insécurité face à  l’emploi, au travail, etc.
La situation à ce moment est donc bien plus qu’ambiguë, et fait l’objet d’un débat très prononcé : doit-on élargir l’assistance, c’est-à-dire non plus qu’aux « incapables » mais à l’ensemble de la classe ouvrière confrontée à cette paupérisation, ou imposer l’obligation d’assurance, l’assurance deviendrait alors obligatoire pour tous ? 
Le système d’assistance généralisé rallie les aspirations des socialistes indépendants, et le débat est manifeste entre Jaurès et Mirman. Ce dernier défend un système de solidarité nationale en vue d’assister l’ensemble de la population salarié et non-salarié, l’opinion de Jaurès quant à lui, se trouve dans la conviction d’un piège que constitue cette politique uniquement assistantielle.
On assiste alors à l’émergence d’une nouvelle fonction de l’État. L’un des modes privilégiés de l’intervention de l’État est donc mis en œuvre, il doit promouvoir l’assurance obligatoire, c’est-à-dire obliger les travailleurs à s’assurer contre les risques sociaux, ce qui leur donnera une sécurité pour l’avenir au lieu de vivre « au jour la journée » (Castel).
Ce programme va constituer un axe majeur aux lois sociales de la Troisième République et même au-delà, et va constituer le noyau de cet État-providence dont on voit bien qu’il agit fondamentalement comme un réducteur d’insécurité, qui assure un minimum de sécurité à ceux qui étaient dans l’insécurité permanente.
Cette politique de réduction des risques passe par la construction d’un type inédit de ressources qui a des fonctions homologues à la propriété privée. On pourrait dire que la propriété sociale est un analogon de la propriété privée, ce n’est pas un patrimoine dont on dispose librement sur le marché, elle dépend d’un système de droits et d’obligations.
Avec l'emploi, le travailleur va disposer d'une propriété sociale que reconnaît d'ailleurs la constitution dans son préambule : « chacun a le droit de travailler et d'obtenir un emploi, la Nation garantit à tous la protection de la santé, tout être humain qui en raison se trouve dans l'incapacité de travailler a le droit d'obtenir de la collectivité des moyens convenables d'existence ». « L'État doit garantir », c'est-à-dire qu'il doit permettre à chaque individu d'accéder à la richesse et à une place sociale. Avec l'apparition du terme « chômeur », l'État va prendre en charge les individus sans travail. Ainsi, il va protéger les travailleurs.
En effet, avec la société salariale, le travailleur va bénéficier de nouvelles formes de sécurité. La société salariale selon Castel se développe au XXe siècle. Il s'agit d'une « société dans laquelle l'identité sociale se fonde sur le travail salarié plutôt que sur la propriété » (Castel).
Ce n’est pas seulement une société comme la nôtre où la majorité de la population active est salariée, mais c’est surtout une société dans laquelle les protections, les assurances d’abord montées à partir du salariat et même du salariat ouvrier en étaient venues à couvrir pratiquement tout le monde. Cette société salariale dont nous sommes parvenus grâce à la généralisation de la propriété sociale.
La propriété sociale tient dans sa réalisation ce transfert direct du travail à la sécurité par l’intermédiaire de l’assurance obligatoire. Elle ne se réduit pas à ce type de prestations sociales mais elle consiste à assurer la participation des individus non propriétaires à des biens et services collectifs dont l'État est le promoteur.
C’est à travers l’institution de l’assurance obligatoire débouchant sur une sécurité sociale généralisée que la propriété sociale s’est affirmée de manière flagrante.
Si c’est la propriété qui protège, la propriété sociale doit pallier le défaut de la propriété privée. Afin d’éviter l’opposition entre propriétaires et non propriétaires, il est nécessaire de mettre à la disposition du plus grand nombre les biens essentiels qui ne sont pas assurés par les intérêts privés. Une société de semblables et ses relations d’interdépendances passent par l’institution de protection et de droits attachés au travail, le travail devenu emploi acquiert un statut. Sous l’égide de l'État-providence, la société salariale institue une propriété sociale des protections (vieillesse, accident, maladie, chômage…), un capital humain homologue à la propriété privée.
La condition salariale ouvre à la protection sociale par l’inscription des individus dans des collectifs protecteurs.
C’est aussi la mise en place de la mutuelle / de la mutualité c’est-à-dire de la prévoyance volontaire par assurance réciproque. L’assurance actualise un modèle de solidarité, le risque individuel est « couvert » par le fait qu’il soit assuré dans le cadre d’une participation à un groupe.
Au XXe siècle, apparaissent alors des relations nouvelles entre le travail (le salariat), la sécurité, et la propriété. Il ne faut pas abolir l’opposition entre propriétaires et non propriétaires mais la redéfinir, cela consiste en la juxtaposition de la propriété privée à un autre type de propriété : celle donc de la propriété sociale.
Par ce mouvement mutualiste contre les risques sociaux, s’opère le passage d’un droit civil, c’est-à-dire de ce droit où l’on cherche un responsable, on parlera de responsabilité civile, à un droit social reconnu avec donc le recours à la technique d’assurance : on ne va plus chercher de responsable mais on va employer la notion de risques professionnels.
Il faut insister le fait que cette mutualisation repose sur l’adhésion volontaire, facultative, correspondant aux idées libérales. En effet, les libéraux pensent à la liberté de l’individu, cela passant par la prévoyance, l'État doit encourager et doit laisser faire à la seule liberté des patrons à recourir aux solidarités patronales pour aider les salariés, débouchant donc sur des lois de protections, sur des lois mutuelles, sur la base du volontariat : les ouvriers s’organisent eux-mêmes, la solidarité est donc à ce moment collective.
Va s’opérer un fossé entre les « bons » ouvriers et les « mauvais » ouvriers, la mutuelle attirera davantage la première catégorie d’ouvriers, la mutuelle est donc une solidarité collective mais qui atteint certaines limites, les ouvriers en difficultés vont y être écartés.

### Propriété de transfert et propriété tutélaire
La propriété sociale est le fruit d'une double mutation de la propriété grâce à l'assurance obligatoire: 
- Elle est d'abord « propriété de transfert »[8]. La propriété de transfert respecte les prérogatives de la propriété privée mais surtout elle l’a prolonge : seul le paiement individuel donne accès au droit collectif, on passe alors à un tout nouveau registre de sécurité[9]. La jouissance de cette propriété n'est possible que sous certaines conditions : maladie, chômage, retraite, etc. La propriété de transfert remplit « une fonction essentielle dans la société industrielle: préserver la classe ouvrière de la destitution sociale. »[10]
- C'est une « propriété tutélaire »[8]. Avec l’assurance, ces risques sont « couverts » par un système de garanties juridiques. L'État se porte garant de la propriété de transfert. La propriété sociale est sous la tutelle de l'État. À la différence de la propriété privée, « la propriété de l'assuré n'est pas un bien vendable, elle est prise dans un système de contraintes juridiques et les prestations sont délivrées par des agences publiques. »[8]

La propriété sociale ne repose pas que sur l'assurance, toute l'action publique qui permet de réduire la vulnérabilité sociale s'inscrit dans la propriété sociale. Les services publics, théorisés par Léon Duguit, en font pleinement partie : « toute activité dont l’accomplissement doit être assuré, réglé par les gouvernants parce que l’accomplissement de cette activité est indispensable à la réalisation et au développement de l’interdépendance sociale et qu’elle est de telle nature qu’elle ne peut être réalisée complètement que par l’intervention de la force gouvernementale. »
Le salaire n’est plus seulement la rétribution du travail calculé au plus juste afin d’assurer la reproduction du travailleur et de sa famille mais il comporte en plus le salaire indirect, représentant une rente de travail pour des situations hors travail. « Paradoxalement, cette propriété liée au travail va procurer un socle pour se délivrer de l'hégémonie du travail »
En 1945, le programme de la Sécurité sociale est entamé : le salarié trouvera désormais dans un contrat de travail équilibré, plus équitable, ce qui lui est indispensable pour maintenir son existence. L’assurance obligatoire transformera les rapports entre les partenaires sociaux, les employeurs, les employés, les propriétaires et les non propriétaires. La consolidation du statut du salariat permet l’épanouissement des protections tandis que sa précarisation mène à l’insécurité sociale.